# Embarazo abdominal
Un embarazo abdominal es una forma de embarazo ectópico caracterizado por la implantación del embrión dentro de la cavidad peritoneal, por fuera de la trompa de Falopio, el ovario, y el ligamento ancho del útero. Son poco comunes, pero tienen un mayor índice de mortalidad materna que los embarazos ectópicos en general; en algunas ocasiones, pueden derivar en partos viables.

## Frecuencia
Aproximadamente el 0.01 % de los embarazos ectópicos en Estados Unidos son abdominales; es decir, 10 de cada 100 000 embarazos.  Un reporte de Nigeria ubica la frecuencia de su país en 34 de cada 100 000 embarazos. Los factores de riesgo son similares al embarazo de trompa con una enfermedad de transmisión sexual la cual toma un papel principal. El índice de mortalidad maternal se estima aproximadamente en 5 por cada 1000 casos, alrededor de siete veces el índice de embarazos ectópicos en general, y 90 veces el índice de nacimiento (dato de Estados Unidos).

## Anatomía
Los sitios de implantación incluyen el peritoneo por fuera del útero, el saco rectouterino (saco de Douglas), el epiplón, el intestino y su mesenterio, el mesosálpinx, y el peritoneo de la pared pélvica y la pared abdominal.  La placenta creciente puede encontrarse adjunta a varios órganos incluyendo las trompas de Falopio y los ovarios. Otros sitios extraños han sido el hígado y el bazo. dando lugar al embarazo hepático o embarazo esplénico, respectivamente. Incluso un embarazo diafragmático temprano ha sido descrito en una paciente donde el embrión comenzó a crecer en la parte inferior del diafragma.

## Implantación primaria contra implantación secundaria
Un embarazo abdominal primario se refiere a un embarazo implantado directamente en la cavidad abdominal y sus órganos, excepto por las trompas y los ovarios. Estos embarazos son muy raros, sólo 24 casos fueron reportados en el 2007. Típicamente, un embarazo abdominal es una implantación secundaria, lo que significa que se originó a partir de un embarazo de trompa (más común que uno ovárico) y fue implantado de nuevo. Para diagnosticar el inusual embarazo abdominal primario, el criterio de Studdiford necesita cumplirse: Trompas y ovarios deben ser normales, no hay una conexión anormal (fístula) entre el útero y la cavidad abdominal, y el embarazo se relaciona únicamente con la superficie peritoneal sin signos de presentarse un embarazo de trompa previamente.

## Diagnóstico
Una paciente con embarazo abdominal puede presentar signos normales de embarazo o tener síntomas no específicos como dolor abdominal, sangrado vaginal o síntomas gastrointestinales.
Frecuentemente, el diagnóstico de un embarazo abdominal se pierde (es errado en el sentido que no es certero). Como sea, es una condición peligrosa, ya que puede haber un sangrado intraperitoneal resultando en una emergencia médica con un shock hemorrágico que puede ser fatal; otras causas de muerte materna en pacientes con un embarazo abdominal incluye: toxemia, embolia pulmonar, coagulopatía e infección.
La sospecha de un embarazo abdominal aumenta cuando las partes del bebé pueden ser sentidas fácilmente o cuando la estática fetal (relación entre el eje longitudinal del feto y el de la madre) es anormal. La sonografía es de extrema ayuda en el diagnóstico, ya que puede mostrar que el embarazo está fuera y mostrar un útero vacío, no hay líquido amniótico entre la placenta y el feto, no hay pared uterina rodeando al feto, las partes fetales están cercanas a la pared abdominal y el feto está en una situación fetal anormal. RM también ha sido usada con éxito para diagnosticar embarazo abdominal. Niveles elevados de alfa-fetoproteína (AFP) son otra pista de la presencia de un embarazo abdominal.

## Tratamiento
Un tratamiento potencial consiste en cirugía con la terminación del embarazo (remoción del feto) vía laparoscopía o laparotomía, uso de metotrexato, embolización, y combinaciones de estas. 
Sapuri and Klufio indican que el tratamiento conservativo también es posible si se cumplen los siguientes requisitos: 1) no hay malformaciones congénitas mayores; 2) el feto está con vida; 3) hay una hospitalización continua en una unidad de maternidad bien equipada y bien atendido con facilidades de transfusión sanguínea inmediata; 4) hay un cuidadoso monitoreo del bienestar fetal y maternal y; 5) implantación de la placenta es en la parte inferior del abdomen lejos del hígado y bazo. La opción está altamente dictada por la situación clínica. Generalmente, el tratamiento se indica cuando el diagnóstico está hecho; como sea, en la situación del embarazo abdominal avanzado es más complicado. 

### Embarazo abdominal avanzado
El embarazo abdominal avanzado refiere a la situación donde el embarazo continúa pasadas las 20 semanas de gestación. En estas situaciones han sido reportados nacimientos vivos, como en un reporte de Nigeria con cuatro nacimientos vivos fuera de un conjunto de 20 embarazos abdominales. Igualmente en el Hospital San Francisco de Asís de Quibdó (Colombia) se reportó el caso de un embarazo abdominal avanzado de 38.5 semanas con feto vivo. A menudo, con el avance del embarazo, la ayuda para el feto se compromete y el feto muere. Un paciente puede cargar un feto muerto, pero no entrará en parto. Con el tiempo el feto se calcifica y se convierte en un lithopedion.
Generalmente, está recomendado realizar una laparotomía cuando se ha realizado un diagnóstico abdominal. Como sea, si el embarazo ha pasado las 24 semanas y el bebé está con vida y se le da un sistema de soporte médico, observación cuidadosa, puede ser considerado para llevar el bebé a la viabilidad (34-36 semanas).  Mujeres con un embarazo abdominal no entrarán en parto natural. El parto en caso de un embarazo abdominal avanzado tendrá que ser por laparotomía. La supervivencia del bebé es reducida y aumenta la mortalidad perinatal con rangos entre 40-95 %.
Los bebés de embarazos abdominales a menudo tienen defectos de nacimiento debido a la compresión en la ausencia del amortiguamiento dado por el líquido amniótico. El rango de malformaciones y deformaciones está estimado en 21 %; deformaciones típicas son asimetrías faciales y craneales y un conjunto de anormalidades y las malformaciones más comunes son defectos de las extremidades y malformaciones nerviosas centrales.
Una vez que el bebé ha nacido, el manejo de la placenta se convierte en un problema. En partos normales la contracción del útero provee un poderoso mecanismo para controlar la pérdida de sangre, como sea, en un embarazo abdominal la placenta se localiza sobre el tejido que no puede contraerse y los intentos de remoción pueden significar una pérdida de sangre significativa. Generalmente, a menos que la placenta pueda ser fácilmente atada o removida, es preferible dejarla en su lugar y permitir una regresión natural. Este proceso puede tomar cerca de cuatro meses y puede ser controlado checando los niveles de gonadotropina coriónica humana. El uso de metotrexato para acelerar la regresión de la placenta es controversial, como que la gran cantidad de tejido necrótico es un sitio potencial para la infección. Los vasos placentarios también han sido bloqueados por embolización angiográfica.